# Electroformado

Proceso de electroformado

El electroformado es un proceso de conformado de metales en el que las piezas se fabrican mediante electrodeposición sobre un modelo, conocido en la industria como mandril. Se aplica a la fabricación de moldes de precisión, y se empleó ampliamente en la producción de discos fonográficos. Es un proceso similar al galvanizado electrolítico, aunque en este último el propósito es formar un revestimiento protector que queda adherido al objeto procesado.  

## Características generales
Los mandriles conductores (metálicos) se tratan para crear una capa de separación mecánica, o se pasivan químicamente para limitar la adhesión de la electroforma al mandril y así permitir su posterior separación. Los mandriles no conductores (vidrio, silicona, plástico) requieren la deposición de una capa conductora antes de la electrodeposición. Tales capas se pueden depositar químicamente o usando técnicas de deposición al vacío (por ejemplo, pulverización catódica de oro). La superficie exterior del mandril forma la superficie interior de la electroforma obtenida.
El proceso implica pasar corriente continua a través de un electrolito que contiene sales del metal que se está electroformando. El ánodo es el metal sólido que se electroforma y el cátodo es el mandril, sobre el cual se enchapa (deposita) la electroforma. El proceso continúa hasta que se alcanza el espesor de electroformado requerido. A continuación, el mandril se separa intacto, se derrite o se disuelve químicamente.
La superficie de la pieza terminada que estaba en íntimo contacto con el mandril se replica con gran detalle con respecto al original, y no está sujeta a la contracción que normalmente se experimentaría en un objeto de metal fundido o a las marcas de herramienta de una pieza fresada. El lado de la solución de la pieza está menos definido y esa pérdida de definición aumenta con el espesor del depósito. En casos extremos, donde se requiere un espesor de varios milímetros, existe una acumulación preferencial de material en los bordes y esquinas exteriores afilados. Esta tendencia se puede reducir añadiendo revestimientos, o segú. un proceso conocido como reversión periódica, donde la corriente de electroformado se invierte durante períodos cortos y el exceso se disuelve electroquímicamente. La electroforma obtenida puede ser la pieza acabada o puede utilizarse en un proceso posterior para producir un positivo de la forma original del mandril, como en la fabricación de discos de vinilo o de estampadoras de CD y DVD.
En los últimos años, debido a su capacidad para replicar la superficie de un mandril prácticamente sin pérdida de fidelidad, el electroformado ha adquirido una nueva importancia en la fabricación de dispositivos metálicos a micro y nanoescala y en la producción de moldes de inyección de precisión con micro y nanoescala para la producción de objetos micromoldeados no metálicos.

## Proceso

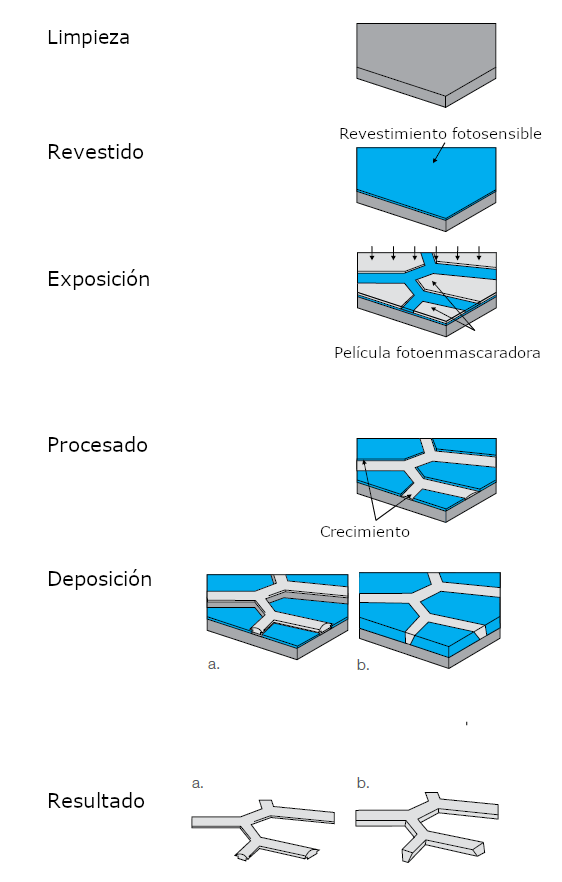
Detalle del proceso de electroformado

En el proceso básico de electroformado, se utiliza un baño electrolítico para depositar níquel u otro metal electroformable sobre una superficie conductora de un modelo (mandril). Una vez que el material depositado se ha acumulado hasta el espesor deseado, la electroforma se separa del sustrato. Este proceso permite una réplica precisa de la textura y la geometría de la superficie del mandril a un bajo costo unitario con alta repetibilidad y un excelente control del proceso.
Si el mandril está hecho de un material no conductor, puede recubrirse con una fina capa conductora.

## Ventajas e inconvenientes
La principal ventaja del electroformado es que reproduce con precisión la forma externa del mandril. Generalmente, mecanizar una cavidad con precisión es más complejo que mecanizar una forma convexa, sin embargo, para el electroformado es cierto lo contrario, porque el exterior del mandril puede mecanizarse con precisión y luego usarse para electroformar una cavidad con gran precisión.
En comparación con otros procesos básicos de conformado de metales (fundición, forja, estampación, embutición profunda, mecanizado y manufactura), el electroformado es muy efectivo cuando los requisitos exigen tolerancias extremas, formas complejas o peso ligero. La precisión y resolución inherentes al sustrato con patrón conductor producido fotolitográficamente, permite que se reproduzcan las geometrías más finas con tolerancias más estrictas, mientras se mantiene una definición de borde superior con un acabado casi óptico. El metal electroformado puede ser extremadamente puro, con propiedades superiores al metal forjado debido a su refinada estructura cristalina. Se pueden unir varias capas de metales electroformados, o con diferentes materiales de sustrato para producir estructuras complejas con rebordes y protuberancias "recrecidos".
Se ha informado de tolerancias de 1,5 a 3 nanómetros. Puede obtenerse una amplia variedad de formas y tamaños mediante electroformado, siendo la principal limitación la necesidad de separar la electroforma del mandril. Dado que la fabricación de un producto requiere solo un único modelo o mandril, se pueden producir cantidades bajas de manera económica.

## Lecturas relacionadas
- Spiro, P. Electroforming: A comprehensive survey of theory, practice and commercial applications, London, 1971.